# Giacomo Bulgarelli
Pour les articles homonymes, voir Bulgarelli.
Giacomo Bulgarelli, né le 24 octobre 1940 dans le hameau italien de Portonovo à Medicina et mort le 13 février 2009 à Bologne, est un footballeur international italien des années 1960, qui évoluait au poste de milieu de terrain.

## Biographie

### Carrière de joueur

#### En club
Selon les sources de l'époque, c'est l'entraîneur des jeunes du club de Bologne Football Club 1909 de l'époque, le hongrois Gyula Lelovics, habitant dans la même rue que le jeune Bulgarelli, qui l'aurait découvert en le regardant jouer en bas de sa fenêtre.
Sa fidélité pendant toute sa carrière au FC Bologne fut récompensée avec un titre de champion d'Italie en 1964.

#### En sélection
Il a en tout marqué 7 buts en 29 sélections entre 1962 et 1967.
Sa carrière internationale ne durera que 5 ans mais lui permettra de disputer deux phases finales de coupe du monde en 1962 (un match joué contre la Suisse, le premier de sa carrière en sélection, au cours duquel il inscrivit un but) et 1966 (3 matches joués dont la défaite historique des italiens contre la Corée du Nord, rencontre au cours de laquelle il se blessa et dut sortir).

### Après-carrière
Dans les années 80, il entreprend la carrière de directeur sportif: à Modène, à Pistoiese, dans son club de toujours, Bologne, à Catane, et à Palerme.
Giacomo Bulgarelli, associé au journaliste sportif Massimo Caputi, commente les matches dans les éditions 1998 à 2002  du jeu de football FIFA.

## Palmarès
| Bologne FC \| - Championnat d'Italie (1) : - Champion : 1963-64. - Vice-champion : 1965-66. - Coupe d'Italie (2) : - Vainqueur : 1969-70 et 1973-74. \| \| - Coupe Mitropa (1) : - Vainqueur : 1961. - Coupe de la Ligue anglo-italienne (1) : - Vainqueur : 1970. \| |  | Italie - Championnat d'Europe (1) : - Vainqueur : 1968.                                                 |
| - Championnat d'Italie (1) : - Champion : 1963-64. - Vice-champion : 1965-66. - Coupe d'Italie (2) : - Vainqueur : 1969-70 et 1973-74. |  | - Coupe Mitropa (1) : - Vainqueur : 1961. - Coupe de la Ligue anglo-italienne (1) : - Vainqueur : 1970. |